# Seznam prvních tajemníků ÚV KS Gruzie
První tajemník ÚV Komunistické strany Gruzie
- Mamia Dmitrijevič Orachelašvili (březen 1921 - duben 1922)
- Michail Stěpanovič Okudžava (duben 1922 – 22. října 1922)
- Vissarion Vissarionovič Lominadze (25. října 1922 - srpen 1924)
- Michail Ivanovič Kachiani (srpen 1924 - květen 1930)
- Levan Davidovič Gogoberidze (květen 1930 – 19. listopadu 1930)
- Samson Andrejevič Mamulija (20. listopadu 1930 – 11. září 1931)
- Lavrentij Kartvelišvili (11. září 1931 – 14. listopadu 1931)
- Lavrentij Berija (14. listopadu 1931 – 18. října 1932) - poprvé
- Pjotr Semjonovič Agniašvili (18. října 1932 – 15. ledna 1934)
- Lavrentij Berija (15. ledna 1934 – 31. srpna 1938) - podruhé
- Kandid Nestorovič Čarkviani (31. srpna 1938 – 2. dubna 1952)
- Akaki Ivanovič Mgeladze (2. dubna 1952 – 14. dubna 1953)
- Alexandr Jordanovič Mircchulava (14. dubna 1953 – 19. září 1953)
- Vasilij Pavlovič Mžavanadze (20. září 1953 – 29. září 1972)
- Eduard Ševardnadze (29. září 1972 – 6. července 1985)
- Džumber Patiašvili (6. července 1985 – 14. dubna 1989)
- Givi Grigorjevič Gumbaridze (14. dubna 1989 – 7. prosince 1990)
- Avtandil Antonovič Margiani (7. prosince 1990 – 19. února 1991)
- Džemal Pridonovič Mikeladze (20. února 1991 – 26. srpna 1991)